# Pelayo Fernández
Pelayo Fernández Balboa (Vigo, España, 29 de abril de 2003) es un futbolista español que juega como defensa en el Rayo Vallecano de la Primera División de España.

## Trayectoria
De origen avilesino, nació y vivió sus primeros tres años en la ciudad gallega de Vigo, donde su padre, el también  futbolista Sergio Fernández, era jugador del Real Club Celta de Vigo.
En 2019 llegó al F. C. Barcelona para jugar en el Juvenil "B" desde el C. D. Quirinal. Estuvo cinco temporadas, las dos últimas en el filial, y se marchó en junio de 2024 al expirar su contrato. Entonces fichó por el Rayo Vallecano para los siguientes cuatro años.

## Estadísticas

### Clubes
Actualizado al último partido disputado el 29 de octubre de 2024.
| Club                             | Div.          | Temporada     | Liga  | Liga  | Copas nacionales | Copas nacionales | Copas internacionales | Copas internacionales | Total | Total |
| Club                             | Div.          | Temporada     | Part. | Goles | Part.            | Goles            | Part.                 | Goles                 | Part. | Goles |
| -------------------------------- | ------------- | ------------- | ----- | ----- | ---------------- | ---------------- | --------------------- | --------------------- | ----- | ----- |
| F. C. Barcelona Atlètic · España | 1.ª F         | 2022-23       | 28    | 1     | ―                | ―                | ―                     | ―                     | 28    | 1     |
| F. C. Barcelona Atlètic · España | 1.ª F         | 2023-24       | 18    | 0     | ―                | ―                | ―                     | ―                     | 18    | 0     |
| F. C. Barcelona Atlètic · España | Total club    | Total club    | 46    | 1     | 0                | 0                | 0                     | 0                     | 46    | 1     |
| Rayo Vallecano · España          | 1.ª           | 2024-25       | 0     | 0     | 1                | 0                | ―                     | ―                     | 1     | 0     |
| Rayo Vallecano · España          | Total club    | Total club    | 0     | 0     | 1                | 0                | 0                     | 0                     | 1     | 0     |
| Total carrera                    | Total carrera | Total carrera | 46    | 1     | 1                | 0                | 0                     | 0                     | 47    | 1     |